# Jubilat DMT-401
Jubilat DMT-401/406 – radioodbiornik stołowy, monofoniczny, zbudowany na tranzystorach, produkowany w latach 70. XX wieku w ZR Unitra Diora. Był to najtańszy i najpopularniejszy radioodbiornik stołowy w tych latach.

## Modele
Powstały dwie generacje Jubilata:

### DMT-401 11601
Pierwsza wersja Jubilata była produkowana od 1971 roku. Odbiornik odbierał sygnały w 4 zakresach: fal długich, średnich, krótkich i ultrakrótkich. 5-ciopołożeniowy przełącznik zakresu umożliwiał wybór pomiędzy pasmami oraz sygnałem z 5-pinowego gniazda DIN, pozwalającego na podłączenie magnetofonu bądź gramofonu. Odbiornik (podobnie jak produkowany w tym samym czasie lampowy Klawesyn) uruchamiany był przez służący do regulacji głośności potencjometr z wyłącznikiem. Możliwa była również regulacja barwy dźwięku. Z tyłu odbiornika oprócz wspomnianego wcześniej gniazda DIN znajdowały się również: bezpiecznik, gniazda antenowe (symetryczne 300 Ω dla zakresu UKF oraz pojedyncze gniazdo dla pozostałych), gniazdo uziemienia oraz wychodzący z wnętrza obudowy przewód zasilania. Końcowy stopień mocy m.cz. odbiornika był zbudowany na tranzystorach germanowych AC-180/181. Skalę odbiornika podświetlały dwie żarówki.
Produkowany był do 1974 w liczbie około 300.000 sztuk.

### DMT-406 11633
Udoskonalona wersja, produkowana od roku 1973. W odróżnieniu od poprzedniej wersji zastosowano układ scalony CEMI UL1403 we wzmacniaczu małej częstotliwości.
Odbiorniki były sprzedawane w NRD i Francji. Wersja eksportowa była fabrycznie nastrojona na pasmo 87,5–100 MHz, a co za tym idzie, otrzymała skalę dla zakresu UKF wg standardu CCIR.
Stosowano dwie wersje obudowy: z tworzywa udaroodpornego (505x107x135 mm), przeznaczoną dla odbiorników na rynki zagraniczne, oraz bardziej powszechną – drewnianą (wymiary w infoboksie), produkowaną w Świdnickiej Fabryce Mebli, późniejszym oddziale Diory wytwarzającym zestawy głośnikowe.